# تل صوان
تَلِّ صَوّان (انگلیسی: Tell es-Sawwan) یکی از مهم‌ترین محوطه‌های وابسته به فرهنگ سامراء در استان صلاح‌الدین، عراق است. این محوطه در فاصلهٔ ۱۱۰ کیلومتر (۶۸ مایل) شمال بغداد و در جنوب سامرا قرار دارد و بر پرتگاهی به بلندی ۱۲ متر مشرف بر رود دجله واقع شده است.
این محوطه عمدتاً دارای آثاری از دوره‌های دوره عبید، فرهنگ حسونه و فرهنگ سامراء است و چند گور متعلق به تمدن بابل نیز در آن کشف شده است. تل صوان به‌عنوان محوطه شاخص فرهنگ سامراء شناخته می‌شود.

## تاریخچه
ساکنان تل صوان کشاورزانی بودند که با بهره‌گیری از آب دجله آبیاری انجام می‌دادند، چراکه بارندگی در منطقه نامطمئن بود. آنان از ابزارهایی سنگی و سنگ آتش‌زنه مشابه ابزارهای فرهنگ حسونه استفاده می‌کردند. رونق زندگی در این منطقه – که احتمالاً بر پایهٔ کشت آبی پایدار بوده است – با کشف سفال‌های ظریف سامرایی و ظروف شفاف مرمری گواهی می‌شود.
در گورهای زیرکف مربوط به بزرگسالان و کودکان، تندیس‌های تراکوتا و مرمر گچی از زنان و مردان در حالت‌های مختلف یافت شده است؛ برخی از این تندیس‌ها دارای چشم‌های بزرگ و سرهای نوک‌تیز بودند که از ویژگی‌های معمول دوره عبید هستند.

## باستان‌شناسی
تل صوان تپه‌ای بیضی‌شکل به طول ۳۵۰ متر (۱٬۱۵۰ فوت) و عرض ۱۵۰ متر (۴۹۰ فوت) با بیشینهٔ بلندی ۳٫۵ متر (۱۱ فوت) است. این محوطه از سه تل تشکیل شده است که از شمال به جنوب با نام‌های A, B و C شناخته می‌شوند. بخشی از منطقهٔ غربی محوطه به‌دلیل فرسایش رود از بین رفته است. تپهٔ اصلی با یک خندق دفاعی به پهنای سه متر و دیواری نیرومند از خشت خام محصور شده بود. روستای نوسنگی، که بر تل‌های B و C قرار داشت، شامل خانه‌های بزرگ خشتی و سازه‌هایی بود که احتمالاً انبار غله بودند. در این محل پنج لایهٔ استقراری شناسایی شده است. از جمله یافته‌ها می‌توان به ۷۷ نشانهٔ گِلی نوسنگی اشاره کرد. همچنین، شمار زیادی گلولهٔ گِلی مخصوص فلاخن در کنار خندق و دیواری که باستان‌شناسان آن را دفاعی تفسیر کرده‌اند، به‌دست آمده است. تاریخ‌گذاری رادیوکربن خندق، سال ۵۷۳۰ ± ۷۵ پیش از میلاد را نشان می‌دهد.
تل صوان نخستین‌بار در سال ۱۹۳۰ توسط ارنست هرتسفلد در جریان کارهایش در سامرا شناسایی شد. این محوطه در هفت فصل بین سال‌های ۱۹۶۴ تا ۱۹۷۱ توسط تیمی از اداره کل آثار باستانی عراق کاوش شد. فصل‌های اول، سوم و چهارم به سرپرستی بهنام ابوالسوف، فصل دوم با مدیریت خالد احمد الاعظمی، و فصل‌های ششم و هفتم توسط ولید یاسین انجام شد. «دانی جورج یوکانا» در سال ۱۹۸۵ مدتی کوتاه در این محل کار کرد. در سال‌های ۱۹۸۸ و ۱۹۸۹ نیز کاوش‌هایی توسط سی. برنیکه برای هیئت باستان‌شناسی فرانسه در عراق انجام شد.

## نگارخانه

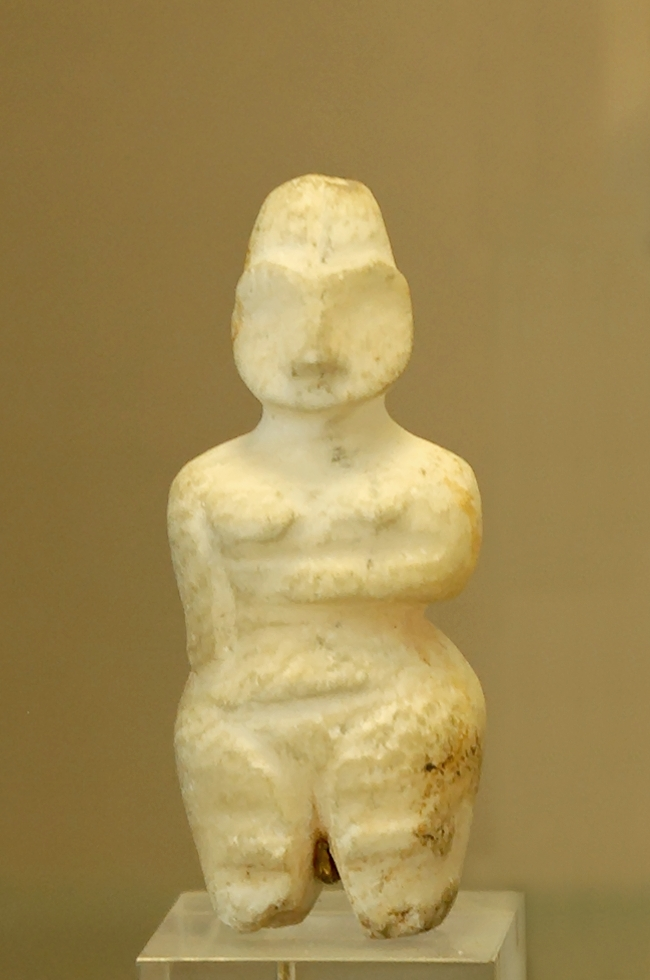
تندیس زنانه از تل صوان، موزه لوور
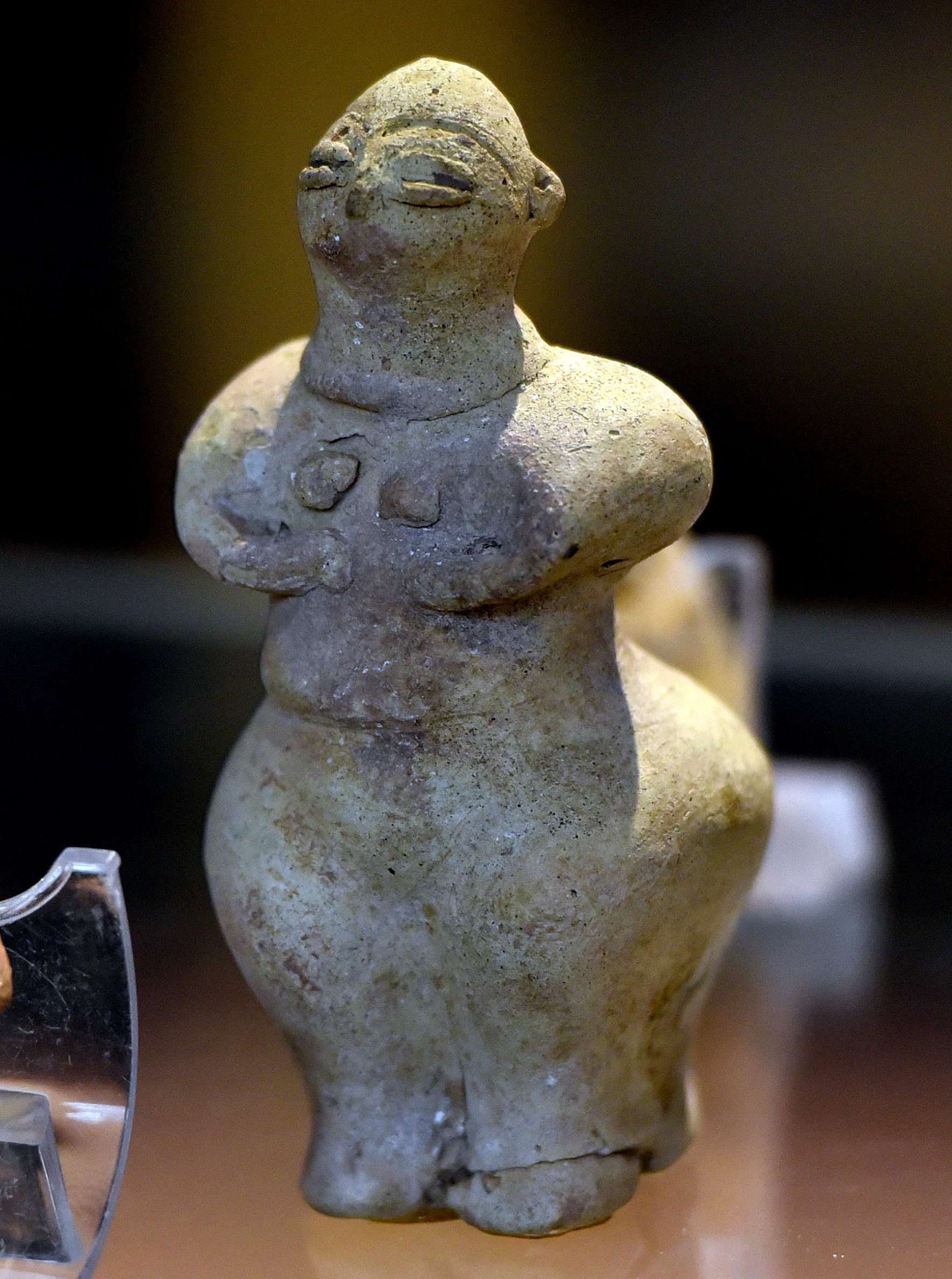
تندیس ایزدبانوی مادر از تل صوان، عراق، ۶۰۰۰–۵۸۰۰ پیش از میلاد. موزه عراق
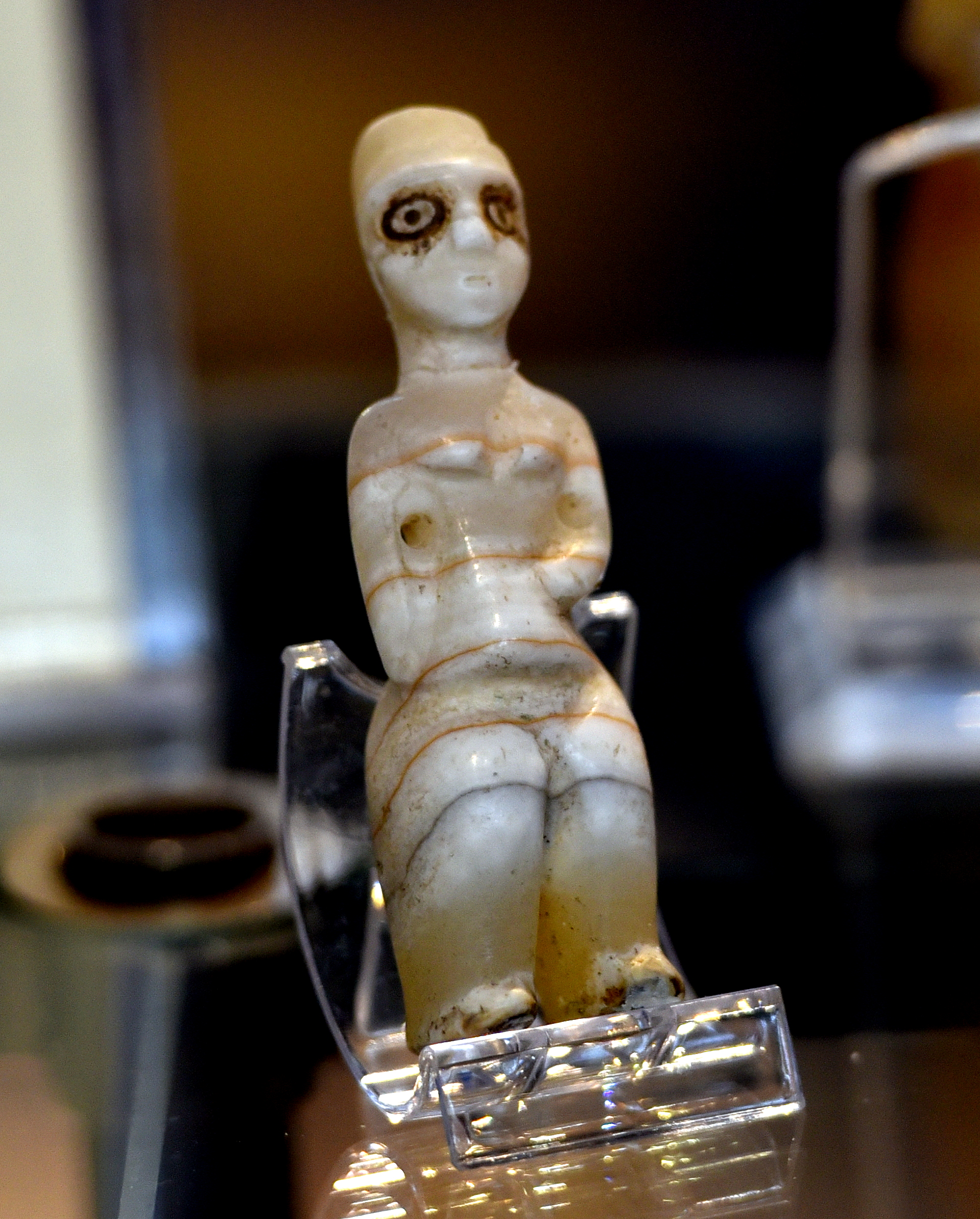
تندیس ایزدبانوی مادر از تل صوان، عراق، ۶۰۰۰–۵۸۰۰ پیش از میلاد. موزه عراق
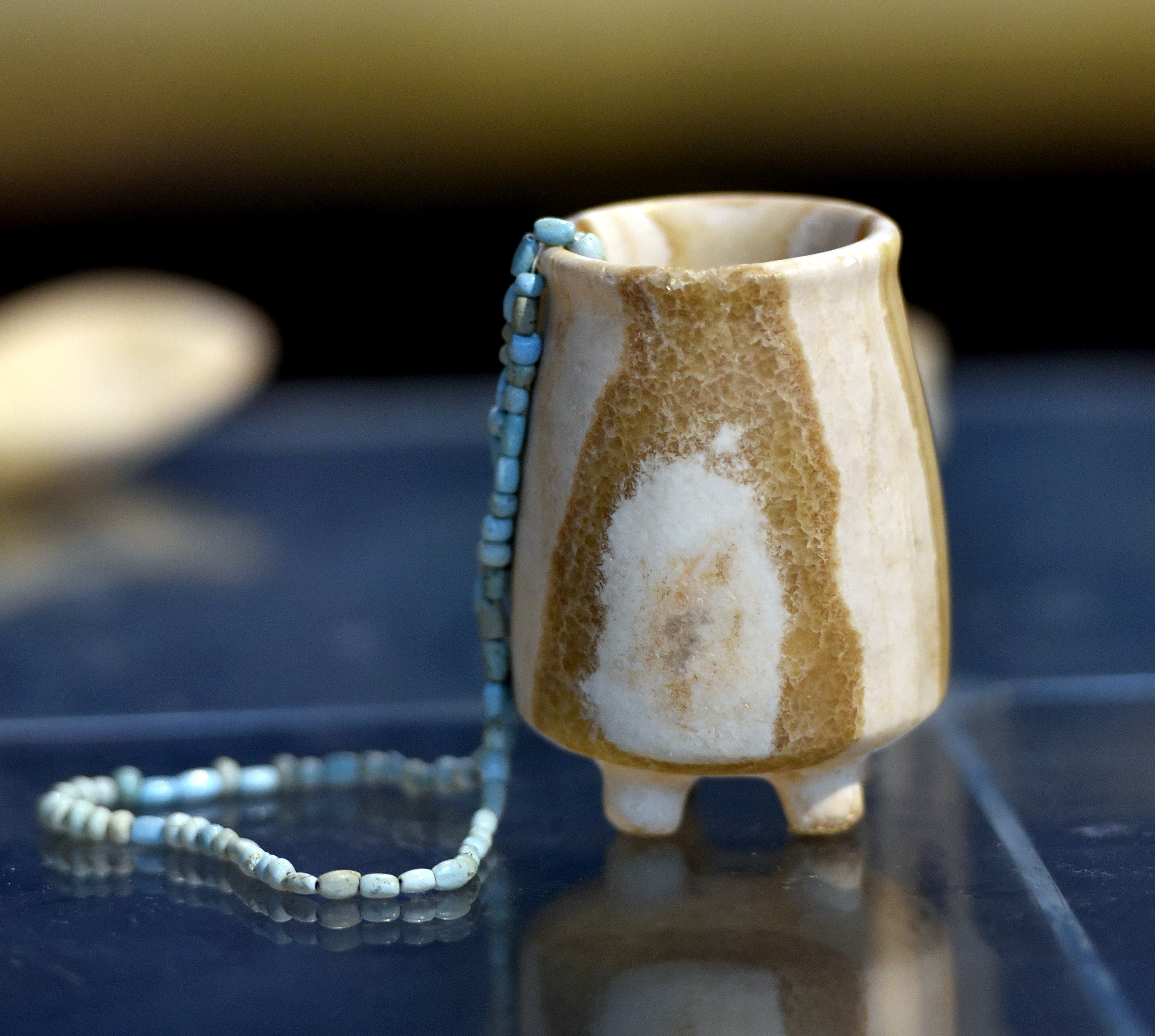
ظرف مرمری همراه با گردنبند از تل صوان، عراق، ۶۰۰۰–۵۸۰۰ پیش از میلاد. موزه عراق
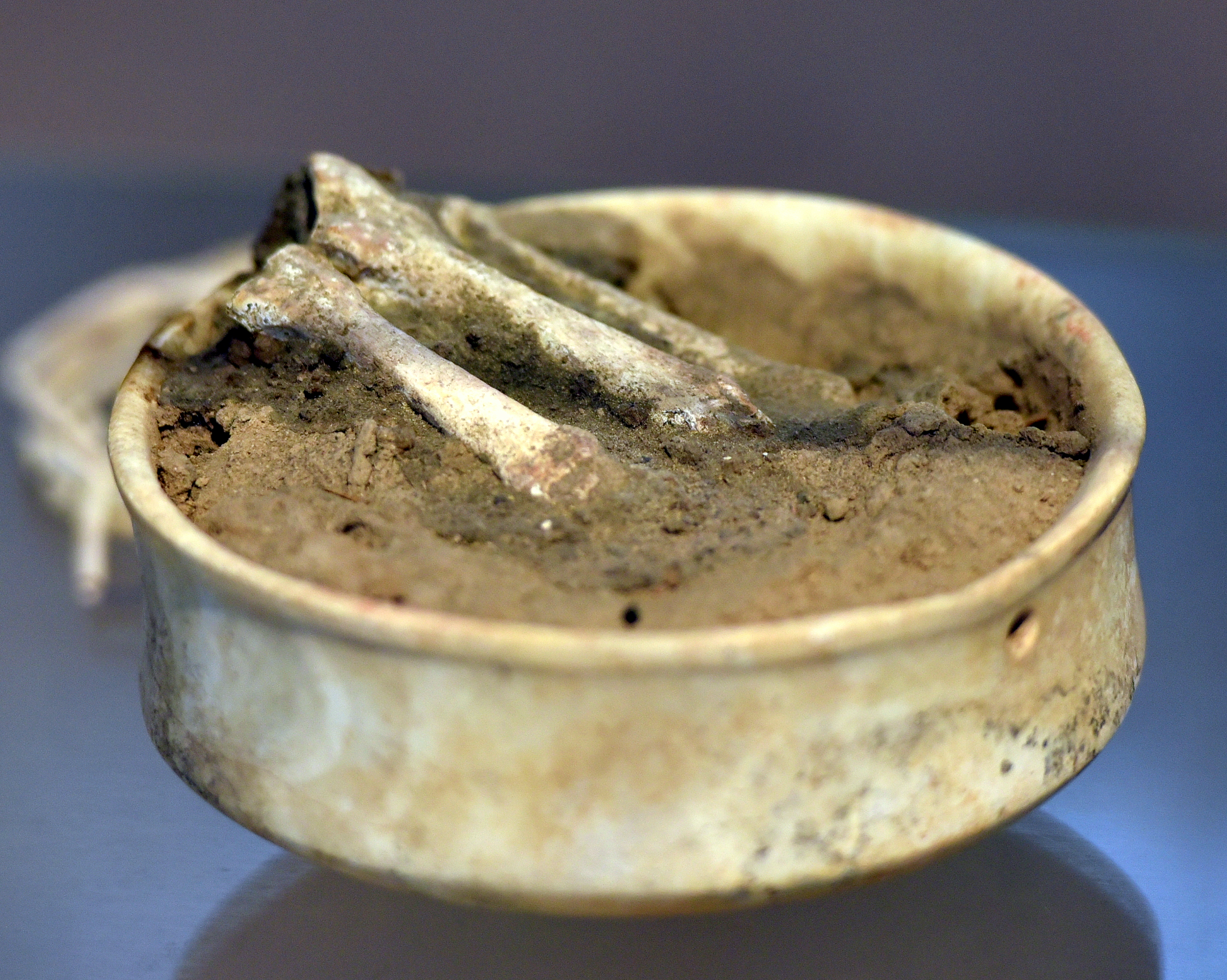
کاسه‌ای حاوی استخوان انسان از تل صوان، عراق، ۶۰۰۰–۵۸۰۰ پیش از میلاد. موزه عراق